# Phare d'Entrance Island
Le phare d'Entrance Island est un phare situé sur la petite île d'Entrance Island au nord de l'île Gabriola dans le détroit de Géorgie sur la côte est de l'île de Vancouver, dans le District régional de Nanaimo (Province de la Colombie-Britannique), au Canada.
Ce phare est géré par la Garde côtière canadienne .
Ce phare patrimonial  est répertorié par la Loi sur la protection des phares patrimoniaux (en)  en date du 12 février 2015.

## Histoire
Le premier phare, mis en service en 1976, était une maison en bois d'un étage et demi avec une tour carrée sortant du toit.
En septembre 2009, le gouvernement avait annoncé que la station devrait être désactivée pour réduire les coûts. En février 2015, un gardien de la station a sauvé un équipage de 9 personnes aux abords de l'îlot.

## Description
Le phare actuel, datant de 1917, est une tour cylindrique blanche, avec une galerie et lanterne rouge, de 14 m de haut. Il émet, à une hauteur focale de 19 m, un éclat blanc toutes les 5 secondes. Sa portée nominale est de 15 milles nautiques (environ 28 km).
La station, alimentée à l'énergie solaire, est toujours pourvue en personnel dans une maison de deux étages et autres locaux techniques. Elle se trouve à 13 km de l'entrée du port de Nanaimo.
Identifiant : ARLHS : CAN-171 - Amirauté : G-5488 - NGA : 13300 - CCG : 0435 .

## Caractéristique duFeu maritime
Fréquence : 5 secondes (W)
- Lumière : 0.14 seconde
- Obscurité : 4.86 secondes

|                         |
| Carte de l'Île Gabriola |

|                 |
| Entrance Island |

|                             |
| La station de Chrome Island |

### Lien connexe
- Liste des phares de la Colombie-Britannique